# حسين آباد سرغل (مقاطعة فارياب)
حسين‌آباد سرغل (بالفارسية: حسین‌آباد سرگل) هي قرية تقع في البلدة المركزية في إيران. يقدر عدد سكانها بـ 220 نسمة .